# Sede de condado
Una sede de condado o cabecera de condado (en inglés, county seat) es un centro administrativo para un condado. En Nueva Inglaterra y en las Provincias marítimas de Canadá, se utiliza asimismo el término shire town, que es usado oficialmente, pero solo en el estado de Vermont. En Inglaterra, Gales e Irlanda, se usa el término county town. Este último término es casi todavía utilizado coloquialmente en Escocia e Irlanda del Norte, que hoy en día no están divididas en condados, sino en regiones (regions) y distritos (districts) respectivamente. Los condados son llamados parroquias parishes en Luisiana, y boroughs en Alaska: en estos estados, las respectivas cabezas administrativas del condado son llamadas respectivamente parish seat y borough seat. La provincia canadiense de Ontario, junto con los condados, tiene también distritos territoriales (territorial districts), municipalidades regionales (regional muncipalities) y al menos una municipalidad metropolitana (metropolitan municipality), que son en la práctica diversos tipos de condados en cuanto desempeñan las funciones administrativas de un condado.
En los Estados Unidos de América, en Inglaterra y en Canadá, un condado es una división administrativa de un estado, el cual no tiene jurisdicción soberana autónoma; por este motivo no sería correcto decir que una cabeza de condado es equivalente a una capital dado que se trata solamente de un centro administrativo. Los condados administran leyes estatales o provinciales a nivel local como parte de la descentralización de la autoridad estatal o provincial. En muchos estados de los EE. UU., el gobierno estatal es ulteriormente descentralizado dividendo los condados en territorios ciudadanos, para aportar servicios gobernativos locales a los residentes del condado que no viven en ciudad o pueblos incorporados.
Una cabeza de condado es a menudo, aunque no siempre, una municipalidad incorporada. El palacio de justicia del condado y las administraciones del condado se encuentran normalmente en la cabeza del condado, aunque algunas funciones pueden ser deslocalizadas en otras partes del condado especialmente si este es geográficamente amplio.
La mayor parte de los condados tienen solo una cabeza de condado. Algunos condados en Arkansas, Iowa, Kentucky, Massachusetts y Misisipi, en su lugar, tienen dos o más cabezas de condado, que a menudo se encuentran en lugares opuestos del mismo. Un ejemplo es el condado de Harrison, en el estado de Misisipi, que tiene bien Biloxi, o bien Gulfport como cabezas del condado. La práctica de tener cabezas de condado múltiples proviene de los días en que era difícil viajar. Ha habido algunos intentos por eliminar la organización a dos cabezas, pero la cabeza del condado es una fuente de trabajo, para las ciudades interesadas. 
En Virginia, todas las ciudades son ciudades autónomas (Independent city en inglés), las cuales son legalmente distintas de los condados que la circundan. Una ciudad autónoma interactúa directamente con el gobierno estatal de la Commonwealth, mientras que las ciudades más pequeñas y otras autoridades locales lo hacen a través de los aparatos gobernativos del condado. Aun así, muchas ciudades autónomas de Virginia ejercen como cabezas de condado para sus condados limítrofes. Como ejemplo la ciudad de Fairfax está separada del condado de Fairfax, pero todavía es la cabeza del condado.
El condado de Arlington, en Virginia, no tiene cabeza de condado, porque no hay municipalidades dentro de sus confines. Se trata de un caso único, siendo el condado más pequeño de los Estados Unidos: su territorio coincide con una porción del ex condado de Alexandria, que formaba parte del Distrito de Columbia hasta su restitución a la Virginia en 1849.
- Datos: Q62049
- Multimedia: County seats in the United States / Q62049